# 桜井進
桜井 進（さくらい すすむ、1968年 - ）は、日本の科学者、サイエンスナビゲーター。
山形県東根市出身。株式会社sakurAi Science Factory 代表取締役。

## 来歴
東京工業大学理学部数学科卒業。東京工業大学大学院社会理工学研究科価値システム専攻博士課程中途退学。
在学中から予備校講師として教壇にたち数学や物理を教える。
2000年、サイエンスナビゲーターを名乗り、数学に関する講演活動をスタート。東京工業大学世界文明センターフェローを経て、現在に至る。高校数学教科書「数学活用」（啓林館）著者。

### 略歴
- 湘南工科大学非常勤講師[5]
- 東京工業大学世界文明センター　フェロー[3]
- 日本映画大学非常勤講師[6]
- 日本大学芸術学部非常勤講師[7]
- 東京理科大学大学院非常勤講師[1]

## 役職
- 一般財団法人理数教育研究所 Rimse　算数・数学の自由研究作品コンクール 中央審査委員[8]
- 公益財団法人中央教育研究所 理事[9]
- 山形県東根市 さくらんぼ親善大使[10]
- 国土地理院研究評価委員会委員（2016年度）

## 出演

### テレビ番組
- めざましテレビ（フジテレビ）
- 平成教育学院☆放課後（BSフジ）
- たけしの誰でもピカソ（テレビ東京）[3]
- 全国高等学校クイズ選手権（日本テレビ）
- 教科書にのせたい!（TBS）
- 中学生日記（NHK教育テレビ）
- 頭がしびれるテレビ（NHK総合テレビ）※監修、出演
- ちょこっとサイエンス（NHK総合テレビ）
- Rules 〜美しい数学（NHK教育テレビ）※監修
- BS歴史館「関孝和」（NHK BSプレミアム）
- テストの花道（NHK教育テレビ）
- あさイチ（NHK総合テレビ）

### ラジオ番組
- 世相ホットライン ハイ!竹村健一です（文化放送）
- くにまるジャパン（文化放送）
- 今夜はなまらナイトジュニア（NHK山形）
- 夢★夢Engine!（TBSラジオ）
- GAKU-Shock（TBSラジオ）
- Jam the WORLD（J-WAVE）
- J-WAVE TOKYO MORNING RADIO（J-WAVE）

### コマーシャル
- サントリーウエルネス「セサミン」

## 著作

### 単著・監修
- 雪月花の数学（祥伝社）
- 感動する！数学（海竜社）
- 超インド式桜井計算ドリル（アスコム）
- インド式計算暗算ドリル（宝島社）監修
- 実況解説！インド式算術（PHP研究所）
- 2112年9月3日、ドラえもんは本当に誕生する！（ソフトバンククリエイティブ）
- 数学で美人になる（マガジンハウス）
- オトナのための算数・数学やりなおしドリル（宝島社）
- 『天才たちが愛した美しい数式』監修中村義作　PHP研究所、2007年12月
- 数学で宇宙制覇（海竜社）
- 数学のリアル（東京書籍）
- インド式計算暗算ドリル監修（宝島社文庫）監修
- 和算式計算ドリル（PHP研究所）
- 江戸の数学教科書（集英社）
- 感動する！数学（PHP文庫）
- 数学セミナー増刊 リーマン予想がわかる（日本評論社）
- 雪月花の数学（祥伝社黄金文庫）
- 面白くて眠れなくなる数学（PHP研究所）[7]
- 〔桜井式〕小中高の算数・数学が１週間でわかるドリル（PHP研究所）
- 身近で役立つ数学力（監修、PHP研究所）
- 超面白くて眠れなくなる数学（PHP研究所）
- 新版　感動する！数学（海竜社）
- 思わず話したくなる！数学（PHP研究所）
- 「やわらか頭」になる数学（三笠書房）
- 算数がたのしくなるおはなし（PHP研究所）
- 親子で楽しむ！わくわく数の世界の大冒険（日本図書センター）
- 超・超面白くて眠れなくなる数学（PHP研究所）
- 感動する！微分・積分（朝日新聞出版）
- 夢中になる！江戸の数学（集英社文庫）
- みんなのセンター教科書 数学I・A（旺文社）
- みんなのセンター教科書 数学II・B（旺文社）
- 超実践！2桁の暗算マスタードリル帳（宝島社）
- 親子で楽しむ！わくわく数の世界の大冒険2（日本図書センター）
- 学校では教えてくれない 人生を変える音楽（河出書房新社）
- 面白くて眠れなくなる数学プレミアム（PHP研究所）
- 面白くて眠れなくなる数学パズル (PHPムック)
- 脳が目覚める！謎解き数理パズル（宝島社）監修
- 面白くて眠れなくなる数学BEST（PHP研究所）
- 親子で楽しむ！わくわく数の世界の大冒険入門（日本図書センター）
- 世界の見方が変わる「数学」入門（河出書房新社）
- 面白くて眠れなくなる数学者たち（PHP研究所）
- 難問挑戦！数学パズル（洋泉社）監修
- はじめてのたのしいかけざん (めくってものしり絵本)（小学館）監修
- 考える力が身につく！好きになる　算数なるほど大図鑑（ナツメ社）監修
- 面白くて眠れなくなる数学ファイナル（PHP研究所）
- 世界を変えた「数」の物語（朝日新聞出版）
- 子どもの算数力は親の教え方が9割（PHP研究所）
- かずのふしぎにわくわく！はじめての算数（ナツメ社）
- めくってものしり絵本 さんすうがいっぱい（小学館）監修

### 共著
- 計算しない数学、計算する数学（根上生也との共著、技術評論社）
- 音楽と数学の交差（坂口博樹との共著、大月書店）
- 美しすぎる数学（大橋製作所との共著、中央公論新社）

### 海外翻訳
- 韓国版感動する！数学
- 韓国版数学で宇宙制覇
- 韓国版面白くて眠れなくなる数学
- 韓国版超・超面白くて眠れなくなる数学
- 韓国版超面白くて眠れなくなる数学
- 韓国版面白くて眠れなくなる数学者たち
- 韓国版面白くて眠れなくなる数学プレミアム
- 中国版面白くて眠れなくなる数学
- 台湾版超・超面白くて眠れなくなる数学
- 台湾版面白くて眠れなくなる数学
- 台湾版数学のリアル
- 中国版面白くて眠れなくなる数学プレミアム

### その他監修
- ニンテンドーDS用ソフト『全脳シリーズvol.02 桜井進先生監修インド式計算全脳ドリル』（アスク）
- 3Dフルドーム映像『音楽と数学で宇宙を解き明かすサイエンスファンタジーMUSICA〜宇宙はなぜ美しい？』（監督：上坂浩光、監修：佐治晴夫・桜井進）

### 連載
- 時事通信社新聞「算数のこころ」
- 毎日小学生新聞「わくわく数の世界の大冒険」
- 朝日新聞「桜井進の数と科学のストーリー」
- 月刊「測量」（日本測量協会）

### 取材
- 読売新聞 科学欄「サイエンス」講演活動掲載
- 文科省主催「サイエンスラウンジ、サイエンスキャバレー」
- 朝日新聞「22世紀を導く工学と数学の想像力」
- 朝日新聞「フロントランナー」